# Julie McNiven

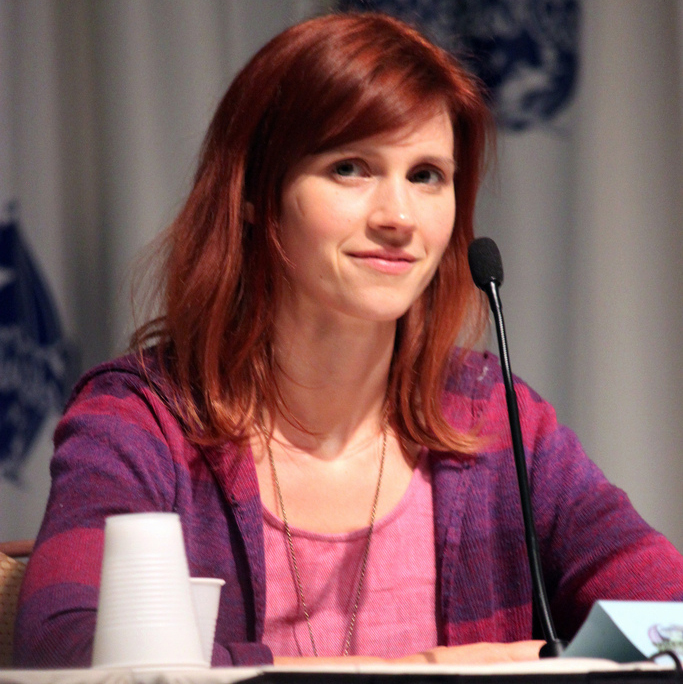
Julie McNiven (2011)

Julie McNiven (* 11. Oktober 1980 in Amherst, Massachusetts) ist eine US-amerikanische Schauspielerin.

## Karriere
Ihren ersten Filmauftritt hatte McNiven 1997 in einer kleinen Nebenrolle im Horrorfilm Old Man Dogs. In den folgenden Jahren war sie vorwiegend in Indie-Filmen zu sehen. 2006 folgten Gastrollen in den Fernsehserien Criminal Intent – Verbrechen im Visier und Brotherhood sowie ab 2007 schließlich eine größere Rolle als Hildy in den ersten drei Staffeln der Serie Mad Men. Zwischen 2008 und 2010 hatte sie in der vierten und fünften Staffel der Serie Supernatural eine wiederkehrende Rolle als Anna Milton. 2010 war McNiven in der zweiten Staffel der Science-Fiction-Serie Stargate Universe in der Rolle der Ginn zu sehen.
Seit 2010 ist McNiven mit Michael Blackman Beck verheiratet.

## Filmografie (Auswahl)
- 2000: The Gypsy Years
- 2005: Dangerous Crosswinds
- 2006: Criminal Intent – Verbrechen im Visier (Law & Order: Criminal Intent, Fernsehserie, eine Folge)
- 2006–2007: Brotherhood (Fernsehserie, drei Folgen)
- 2007: Go Go Tales
- 2007–2009: Mad Men (Fernsehserie, 20 Folgen)
- 2008: New Amsterdam (Fernsehserie, eine Folge)
- 2008–2010: Supernatural (Fernsehserie, sechs Folgen)
- 2010: Failing Better Now
- 2009: Desperate Housewives (Fernsehserie, zwei Folgen)
- 2010: Stargate Universe (Fernsehserie, sechs Folgen)
- 2011: Fringe – Grenzfälle des FBI (Fringe, Fernsehserie, eine Folge)
- 2011: Dr. House (House, Fernsehserie, eine Folge 8/7)
- 2012: Hawaii Five-0 (Fernsehserie, eine Folge)
- 2012: Navy CIS (NCIS, Fernsehserie, eine Folge)
- 2013: The Caterpillar’s Kimono
- 2014: The Possession of Michael King
- 2014: Motive (Fernsehserie, eine Folge)
- 2017: The Babymoon
- 2018: The Neighbourhood Nightmare (Neighborhood Watch, Fernsehfilm)
- 2018: A Christmas Arrangement (Fernsehfilm)
- 2019: A Date by Christmas Eve (The Naughty List, Fernsehfilm)
- 2019–2020: Doom Patrol (Fernsehserie, sechs Folgen)
- 2020: Black Hearted Killer (Heart to Heart, Fernsehfilm)
- 2021: The Sleeping Negro